# Crenicichla yaha
Crenicichla yaha är en fiskart som beskrevs av Casciotta, Almirón och Luis Diego Gómez 2006. Crenicichla yaha ingår i släktet Crenicichla och familjen Cichlidae. Inga underarter finns listade i Catalogue of Life.